# Nehshar
Nehshar (persiska: نِهشَهر, نِشَهر, نَشهَر, نِهسار, نهشر) är en ort i Iran.   Den ligger i provinsen Markazi, i den centrala delen av landet, 270 km sydväst om huvudstaden Teheran. Nehshar ligger 1 949 meter över havet och antalet invånare är 131.
Terrängen runt Nehshar är huvudsakligen kuperad, men österut är den platt.Runt Nehshar är det ganska glesbefolkat, med 48 invånare per kvadratkilometer. Närmaste större samhälle är Khomeyn, 15,6 km öster om Nehshar. Trakten runt Nehshar består i huvudsak av gräsmarker.